# 加茂名町
加茂名町（かもなちょう）は、徳島県名東郡にあった町。1937年に徳島市へ編入された。
現在の徳島市西部に位置し、ほとんどが加茂名地区、一部が佐古地区にあたる。現在の加茂名町を含んだが、より広く、現加茂名町はその中心地から外れている。

## 地理
徳島市西部、鮎喰川右岸（南東岸）に広がり、吉野川デルタの一部を占めた。さらに、眉山北西麓を経て分水嶺まで広がっていた。
現在の加茂名地区と大まかに一致する。ただしそのほか、佐古地区のかなりの部分を含み、現佐古六番町交差点より西のうち、現国道192号沿い以外を含んだ。現国道192号沿いは徳島市で、南北を加茂名町に挟まれ細長く伸びていた。当時の地名では蔵本の一部（小字川添の大半・蛇谷前・海ノ宮）、現在の佐古六番町 - 八番町のそれぞれ一部と南佐古六番町 - 八番町にあたる。

### 自然
- 山：眉山（最高点に達す）
- 川：鮎喰川、田宮川

### 旧村・大字
町村制以前の村、町村制下での大字、徳島市に編入直後の町、現在の町と地区。
| 旧村     | 大字   | 編入後の町 | 現在の町                                     | 現在の地区 |
| -------- | ------ | ---------- | -------------------------------------------- | ---------- |
| 庄村     | 庄     | 庄町       | 庄町・南庄町・鮎喰町・加茂名町               | 加茂名地区 |
| 島田村   | 島田   | 島田町     | 北島田町・中島田町・南島田町・北矢三町の一部 | 加茂名地区 |
| 東名東村 | 東名東 | 名東町     | 名東町                                       | 加茂名地区 |
| 西名東村 | 西名東 | 名東町     | 名東町                                       | 加茂名地区 |
| 蔵本村   | 蔵本   | 蔵本町     | 蔵本町・蔵本元町・南蔵本町                   | 加茂名地区 |
| 蔵本村   | 蔵本   | 蔵本町     | 佐古の一部・南佐古の一部                     | 加茂名地区 |
| 蔵本村   | 蔵本   | 蔵本町     | 佐古地区                                     |            |

## 歴史

### 町名の由来
諸説あるが、「加茂郷」と「名方郷」の合成だとする説が最も支持されている。

### 年表
- 1889年（明治22年）10月1日 - 町村制施行に伴い、名東郡庄村・島田村・東名東村・西名東村・蔵本村の区域をもって加茂名村（かもみょうそん）が成立。
- 1915年（大正4年）11月10日 - 町制施行し加茂名町となる。
- 1937年（昭和12年）4月1日 - 徳島市に編入。同日加茂名町廃止。